# Cratere Aśvaghosa
Aśvaghosa è un cratere d'impatto presente sulla superficie di Mercurio, a 10,4° di latitudine nord e 21,0° di longitudine ovest. Il suo diametro è pari a 88 km.
Il cratere è dedicato al filosofo e poeta indiano Aśvaghoṣa.